# ЛоліРок
LoliRock (укр. ЛоліРок) — французький анімаційний телесеріал виробництва Marathon Media та Zodiak Kids за участю France Télévisions і The Walt Disney Company France, створений Жаном-Луї Вандестоком за сценарієм, написаним Мадлен Пакссон. У Франції перша трансляція мультсеріалу відбулася 18 жовтня 2014 року на каналі France 3.

## Синопсис
Ірис — 15-річна дівчина, що проживає в містечку Санні Бей (англ. Sunny Bay, досл.: ‘сонячний залив’, ‘сонячна бухта’) разом із тітонькою Еллен.
Щоразу, коли головна героїня співає, відбуваються дивні речі. З цієї причини Ірис втрачає роботу в третій раз.
Натаніель, працівник смузі-бару та водночас друг дитинства дівчини, у якого вона потай закохана, пропонує їй узяти участь у прослуховуванні на роль головної вокалістки в дівочому рок-гурті ЛоліРок. Урешті-решт Ірис погоджується на пропозицію, однак потужний вибух енергії руйнує залу для співбесід.
На дівчину полюють двоє незнайомців, проте на допомогу приходять судді прослуховування — Талія та Ауріана, які повідомлять Ірис правду щодо її походження.

## Епізоди
| Сезон | Епізоди | Епізоди | Оригінальний показ | Оригінальний показ |
| Сезон | Епізоди | Епізоди | Перший показ       | Останній показ     |
| ----- | ------- | ------- | ------------------ | ------------------ |
| 1     | 26      | 26      | 18 жовтня 2014     | 29 квітня 2016     |
| 2     | 26      | 26      | 14 лютого 2017     | 2 березня 2017     |

## Актори озвучення
| Персонаж                             | Актор озвучення французькою | Актор озвучення англійською |
| ------------------------------------ | --------------------------- | --------------------------- |
| Ірис                                 | Ліза Карузо                 | Кадзумі Еванс               |
| Талія                                | Келлі Маро                  | Ешлі Болл                   |
| Ауріана                              | Леопольдін Серр             | Табіта Сен-Жермен           |
| Ґраморр                              | Жиль Морван                 | Александр Макензі Ґрей      |
| Мефісто                              | Нессім Ґета                 | Вінсент Тонґ                |
| Праксина                             | Карін Фовйо                 | Келлі Шерідан               |
| Натаніель                            | Уґо Брунсвік                | Мет Елліс                   |
| Даґ                                  | Жульєн Крампон              | Джеймс Кірк                 |
| фр.: Сюзі Робінс англ.: Міссі Робінс | Одрі Сабле                  | Ешлі Болл                   |
| Тітка Еллен                          | Маґалі Розенцвайґ           | Табіта Сен-Жермен           |
| Карисса                              | Фанні Блок                  | Табіта Сен-Жермен           |
| Ліна                                 | Марі Нонненмахер            | Келлі Шерідан               |
| Ізіра                                | Жессіка Монсо               | К'яра Дзанні                |
| Лев                                  | Іоанн Белло-Совер           | Сем Вінсент                 |

## Основні персонажі
- Ірис (фр. Iris, згідно англійської версії — Айрис) — головна вокалістка рок-гурту ЛоліРок, а також спадкоємна принцеса Ефедії (фр. Éphédia, англ. Ephedia). Її надзвичайно мелодійний голос ніби зачаровує все навколо. У дівчини лагідне серце, вона завжди готова прийти на поміч. Ірис має біляве хвилясте волосся з косим чубом, зачесаним на правий бік, і пасмом на лівому плечі, світлу шкіру, блідо-рожеві губи, ясно-блакитні очі та ластовиння навколо носа. Для перетворення та пошуку людей, що потребують допомоги, дівчина використовує магічний кулон з камінцем насиченого рожевого кольору, обгранкованим у формі серця. У трансформації колір волосся принцеси змінюється на яскраво-рожевий, а сама Ірис має рожево-білу сукню та рожеві чоботи на підборах. Чарівною зброєю дівчини є Скіпетр Ефедії (фр. Sceptre d'Éphédia, англ. Scepter of Ephedia), який може перетворитися на меч. Оскільки Ірис є спадкоємицею престолу головного королівства чарівної планети, принцеса має два символи — серце (як елемент перевтілення) та чотирипроменеву зірку (у магічному колі)[10][11].На ранньому етапі створення мультфільму дизайнер персонажів Бертран Тодеско вважав, що Ірис повинна мати темне волосся, яке після трансформації змінюється на світле, що було типовим кліше. Пізніше дизайнер обрав популярні дівочі кольори в стилі Кеті Перрі. Зовнішній вигляд головної героїні був заснований на образі акторки Тейлор Момсен, а одяг дівчини — на гардеробі Блейк Лайвлі, а саме на її зеленій сукні[12].Як ще один референс Тодеско вказав британську співачку Піксі Лотт[en][13].
- Талія (фр. Talia) — учасниця рок-гурту ЛоліРок і друга принцеса Ксерису (фр. Xéris, англ. Xeris). Вона грає на наплічному синтезаторі та гітарі, а також виконує бек-вокал. Дівчина кмітлива, урівноважена та надзвичайно серйозна. У Талії пряме темно-каштанове волосся з прямим чубом, темна шкіра та бурштинові очі. Для перетворення принцеса використовує браслет з камінцем блакитного кольору, обгранкованим у формі ромба. У трансформації колір волосся дівчини змінюється на пастельно-блакитний, а сама Талія має блакитно-білу сукню та блакитно-сині чоботи на підборах. Магічною зброєю дівчини є Жезл Ксерису (фр. Bâton de Xéris, англ. Wand of Xeris), який може перетворитися на посох з двостороннім лезом. Символом принцеси є ромбоподібний діамант[10].Референсами для вигляду Талії стали французька модна блогерка Бетті Отьє, акторка Ембер Стівенс-Вест[en] в образі Ешлі Овенс з серіалу «GRΣΣK»[en], а також співачки Кері Гілсон і Аліша Кіз[13].
- Ауріана (фр. Auriana)[пр. 1] — учасниця рок-гурту ЛоліРок і принцеса Вольти (фр. Volta). Вона грає на бубні та виконує бек-вокал. Дівчина весела, енергійна, часто втрачає голову через хлопців, трохи безтурботна, проте віддана подруга. Ауріана має пряме золотаво-каштанове волосся, зібране у хвіст, смагляву шкіру та зелені очі. Для перетворення принцеса використовує перстень з камінцем округлої форми світлого помаранчевого кольору. У трансформації колір волосся Ауріани змінюється на пастельно-помаранчевий, а сама дівчина має помаранево-білу сукню та помаранчеві чоботи на підборах. Магічною зброєю Ауріани є Стрічка Вольти (фр. Ruban de Volta, англ. Ribbon of Volta) та бумеранг у формі півмісяця. Символом принцеси є місячний серп[10].Тодеско вказав, що спочатку Ауріану назвали Авророю (фр. Aurora), а сама дівчина мала темну шкіру й кучеряве волосся[14]. Також дизайнер зазначив, що принцесі Вольти приписані всі круті, на його думку, речі, які не підійшли Ірис і Талії. Зразками для образу Ауріани стали акторка Лейтон Містер і героїня ситкому «Вікторія-переможниця» Кет Валентайн у виконанні Аріани Ґранде. Тодеско написав, що ім'я для дівчини вибрали випадково[13].
- Амару (фр. Amaru) — фіолетово-біле пухнасте створіння з темно-синім волоссям і невеличким хвостиком, здатне перетворюватися на крилату істоту, подібну до коня. Амару також може перенести принцес і їхніх ворогів до арени, призначеної для магічних боїв, з метою надати героїням змогу боротися зі злом далеко від земного населення[15][16].Тодеско створив Амару, ґрунтуючись на тому, що більшість героїнь жанру махо-шьоджьо мають чарівних тварин-помічників (наприклад, у Сейлор Мун є кішка)[17].
- Лорд Ґраморр (фр. Gramorr, згідно англійської версії — Ґрейморр) — величний чарівник Хаосу. Він має довге пряме жовто-зелене волосся та фіолетові очі, носить корону та маску, яка закриває все обличчя. Після зради королеви й короля Ґраморр захопив владу над Ефедією. Проте щоб отримати тотальний контроль над планетою, чаклун повинен отримати королівську корону, захищену заклинанням. Ґраморр не може покинути палац, тому йому доводиться покладатися на Праксину та Мефісто.У ранній версії чарівник мав ім'я Ґромар (фр. Gromar) і був злим дядьком Ірис, який ув'язнив короля й королеву та відправив на Землю двох своїх племінників-близнюків на пошуки клейнодів. Пізніше від ідеї відмовилися, вважаючи її за кліше[18].
- Бейнс (фр. Banes) — посіпака Лорда Ґраморра протягом перших двох сезонів, чорна пантера. Розробники серіалу зауважили, що Бейнс планувався як анти-Амар та мав зробити чаклуна більш впливовим[18].
- Праксина (фр. Praxina) — поплічниця Лорда Ґраморра та сестра-близнюк Мефісто. Вона обожнює принижувати інших, особливо ворогів і власного брата, який народився пізніше за неї на кілька хвилин. У дівчини сині очі та темно-бордове волосся трохи нижче плечей і чуб на лівий бік. Тематичний колір одягу Праксини — червоний. Дівчина надає перевагу закляттям, пов'язаним з вибухами та викликанням монстрів[19]. Розробниками зазначено, що Праксина є анти-Ірис, тому чаклунка має два символи — метелика (як елемент одягу) та блискавку (у магічному колі)[11].На ранніх замальовках Тодеско зобразив Праксину в чорно-білому вбранні та з X-подібними символами в очах. На концепт-арті Бенедикт Кларавіно змалював дівчину в образі молі. Волосся Праксини було зібране у два пучки, що переходили в хвости, тоді як зіниці чаклунки нагадували метеликів[20]. Спочатку цей варіант схвалили, однак потім продюсери вирішили, що Праксина мала занадто «японський» і страшний вигляд, тому Тодеско та Кларавіно вибрали інший дизайн[21].
- Мефісто (фр. Méphisto)— поплічник Ґраморра та брат-близнюк Праксини. Обожнює жартувати, руйнувати речі та вихвалятися власною геніальністю. Інколи поводиться незграбно, некомпетентно й неуважно. Усупереч цьому чарівник здатний зважати на найдрібніші деталі, коли того вимагають обставини. Мефісто турбується про свою сестру та готовий піти на все заради неї. У парубка коротке бордове волосся з чубом на правий бік, густі брови та смарагдові очі. Тематичний колір одягу Мефісто — зелений. Хлопець надає перевагу складним заклинанням і трюкам[19]. Символом Мефісто є голова кобри[20].На одному з перших концепт-артів Мефісто мав чорно-білий одяг і плюсоподібні символи в очах. Також у хлопця, як і Праксини, був костюм, підлаштований під стиль молі. Пізніше Вандесток запропонував символ змії та обличчя, прикрите чубом і шарфом або коміром[20]. Дизайн Мефісто було схвалено, проте без напівприкритого обличчя[21].
- Ліна (фр. Lyna) — принцеса Бореалісу (фр. Boréalis, англ. Borealis), а також учасниця руху опору (фр. la Résistance, англ. the Resistance Team) проти Ґраморра. Дівчина дуже делікатна й інколи буває зарозумілою. У Ліни пряме чорне волосся до стегон, шкіра середнього тону та вузькі фіолетові очі. Для перетворення принцеса використовує шпильку чиркового та золотавого кольору у формі геральдичної лілії. У трансформації колір волосся Ліни змінюється на пастельно-зелений, а сама дівчина має сукню чиркового, бірюзового, білого та золотого кольорів з бретельками та чирково-бірюзові чоботи на шпильках. Образ доповнюють біло-чирково-бірюзові із золотавим оздобленням рукавички до ліктя та кольє з невеликим бірюзовим діамантом. Магічною зброєю Ліни є Кільце Бореалісу (фр. Anneau de Boréalis, англ. Ring of Borealis), однак дівчина надає перевагу заклинанню левітації[22]. Символом принцеси є фльор-де-ліс[23].Референсами для трансформації принцеси Бореалісу стали перетворення Сейлор Уран і Сейлор Нептун. На одних концепт-артах Ліна мала монголоїдний тип зовнішності, а на інших — європеоїдний, який потім використали для Дебри[24].
- Карисса (фр. Carissa) — принцеса Каліксу (фр. Calix), а також учасниця руху опору. Дівчина відважна й бойова, інколи груба, але добра до друзів. У неї хвилясте руде волосся, заплетене у французьку косу, світла шкіра й очі яскравого блакитного кольору. Для перетворення Карисса використовує браслет-нарукавник з фіолетовим камінцем, обгранкованим у формі компасу вітрів з чотирма променями. У трансформації колір волосся принцеси змінюється на бузиновий, а сама дівчина має фіолетово-біло-золоту сукню з білими рукавами та темно-фіолетові шорти й панчохи, а також фіолетові із золотавим оздобленням напівчоботи на підборах. Костюм доповнений короткими фіолетовими рукавичками із золотавим оздобленням. Чарівною зброєю Карисси є Булави Каліксу (фр. Clubs de Calix, англ. Clubs of Calix), які дівчина може перетворити на молот. Карисса надає перевагу ближньому бою. Символом магічного кола принцеси є троянда вітрів із вісьмома променями[23].Сторібордер Кристель Абґраль зазначила, що референсами для перетворення Карисси стали трансформація й головна атака Сейлор Уран[25]. Дизайнери зобразили дівчину як томбоя. На ранніх замальовках принцеса Каліксу мала каштанове волосся. На деяких концепт-артах дівчину зображено з темною шкірою чи азійськими рисами обличчя[24].
- Натаніель (фр. Nathaniel) — найкращий друг Ірис, закоханий у неї. У хлопця коротке коричневе волосся, сапфірові очі та родимка над правою щокою. Він добре знає Ірис і часто підбадьорює її добрим словом чи жартами. Натаніель працює в смузі-барі та часто відвідує концерти ЛоліРок.У ранніх рекламних акціях у 2013 році старшою віце-президенткою Патрисією де Вайлд зазначено, що Натаніель був хлопцем Ірис, а також єдиним стороннім, хто знав секрет групи[5].
- Тітка Еллен (фр. Tante Ellen, англ. Aunt Ellen) — опікунка Ірис, що піклується про неї змалечку. Це життєрадісна жінка, що полюбляє доглядати за власним садом. В епізоді «Прослуховування» (фр. L'audition; англ. To Find a Princess) Еллен приймає Ауріану та Талію як студенток за обміном. У серії «Елліра» (фр. Ellira; англ. Truth Be Told) стає відомо, що тітка Еллен знає секрет Ірис і сама має власну таємницю, пов'язану з магічним королівством.
- Даґ (фр. Doug) — фанат ЛоліРок, а також автор блогу, присвяченому рок-гурту. Хлопець має коротке біляве волосся та носить коричневу шляпу з рожевою стрічкою. Уперше Даґ з'являється в епізоді «Страх темряви» (фр. Peur du noir; англ. Batty).
- Сюзі (Міссі) Робінс (фр. Suzy Robins, англ. Missy Robins) — головна суперниця Ірис і дочка мера Санні Бей, багатократна переможниця конкурсу садівництва. Дівчина має сірувато-чорне волосся та жовто-зелені очі. Сюзі поводиться розпещено, самовпевнено й марнославно. Уперше з'являється в серії «Таємниця квітів» (фр. Le mystère des fleurs; англ. Flower Power).В офіційному блозі в Tumblr мультсеріалу вказано, що образ Сюзі не заснований на Менді з «Тоталі Спайс!», хоча персонажі мають схожу зовнішність. Розробники прагнули створити капосницю та конкурентку в коханні й обрали брюнетку для контрасту з білявою Ірис, назвавши це «класичним тропом»[26].
- Ізіра (фр. Izira) — спадкоємна принцеса Ксерису, старша сестра Талії та лідерка руху опору проти Ґраморра. Уперше згадується в епізоді «Ксерис» (фр. Xéris, англ. Xeris). Ізіра відповідальна, розумна та могутня чарівниця. У неї біле волосся, темна шкіра й очі кольору стиглої чорної шовковиці. Дівчина була ув'язнена у фортеці Крозак (фр. Krozak)[27]. Чарівним талісманом Ізіри є медальйон, а магічним символом — три ромбоподібні діаманти[23].В офіційному блозі в Tumblr написано, що Ізіра на 9 років старше за сестру, а образ першої принцеси Ксерису базувався на тому, як виглядатиме Талія в майбутньому[28].
- Лев (фр. Lev) — крадій з Ефедії, якого Ірис зустріла в Ґраморровій в'язниці. Хлопець має платинове волосся, засмаглу шкіру та блакитні очі. Уперше з'являється в серії «Ефедія, частина перша» (фр. Éphédia (première partie); англ. Home, Part I). Магічним символом Лева є голова орла[29].

## Задум
Жан-Луї Вандесток черпав натхнення для ЛоліРок з переглянутих ним у дитинстві аніме, що транслювалися тоді на французьких каналах, — «Шерлок Пес», «Кобра», «Естебан, Дитя Сонця», «Перлина Дракона» та передусім «Чарівна Принцеса Мінкі Момо».

Я обожнював саму ідею: перетворення на дорослого, обов'язок робити добрі вчинки, суперкрутий дизайн (для тих часів) і нарешті атмосфера, яка в один момент могла бути легкою, а в інший — змусити вибухнути плачем. Я був приголомшений до глибини душі.
Оригінальний текст (фр.)
J’avais adoré le concept : la transformation en adulte, devoir faire des bonnes actions, le design super cool (pour l'époque) et enfin le ton capable d’être à la fois léger par moment, capable de vous arracher des larmes à d’autre. J’étais marqué pour de bon.
— Жан-Луї Вандесток.Back to the roots.
Після роботи над мультфільмами «Клуб мисливців на монстрів» (англ. Monster Buster Club) та «Кролик Реккіт» (англ. Rekkit Rabbit, фр. Rekkit) Вандесток вирішив створити власне шоу про дівчину-чарівницю. Як референси до магічної частини мультсеріалу були взяті японські франшизи «Сейлор Мун» і «Гарненькі Ліки», а до сцен з музичними концертами — американський анімаційний телесеріал «Джем і Голограми» (англ. Jem and the Holograms).

## Створення персонажів
Продюсери Marathon Media попросили дизайнерів намалювати для проєкту «Дівчина-Чарівниця» (англ. Magical Girl) головну героїню як іншопланетну принцесу-підлітка із силами льоду чи кристалів. В основу початкового образу Ірис Бертран Тодеско поклав стиль Бетті Отьє, французької модної блогерки, яка мала темне волосся з прямим чубом. Пізніше дизайнер з'ясував, що розробникам на головну роль потрібна блондинка. Тоді Тодеско обрав зовнішній вигляд Дженні Гамфрі з телесеріалу «Пліткарка» (англ. Gossip Girl), зіграної Тейлор Момсен. Також продюсери хотіли, щоб в очах дівчинки були зірочки, проте від ідеї згодом відмовилися.
Далі Тодеско мав розробити дизайн магічного вбрання принцеси та костюму рок-зірки. На концепт-арті художник зобразив Ірис у зеленій сукні, схожій на ту, що носила Блейк Лайвлі. Зелений колір пізніше замінили на рожевий, оскільки перший не підходив для маркетингу. Тодеско додав блакитну чарівну істоту, яка нагадувала кішку Луну із Сейлор Мун. Таким чином з'явився перший прототип Амару. Тодеско створив образи рок-зірок з волоссям у великих пасмах. Сукні для виступів не мали складних оборок, які могли б ускладнити процес подальшого малювання.
На ранніх ескізах Бертрана Тодеско в Ауріани, яка на той час мала ім'я Аврора (фр. Aurora), були темний тон шкіри та густе волосся, а в Талії — азійський тип зовнішності з прямими чорними пасмами. Пізніше художник знайшов натхнення в образах інших героїнь «Пліткарки», Кет Валентайн з підліткового ситкому «Вікторія-переможниця» (англ. Victorious), зіграної Аріаною Ґранде, акторки Ембер Стівенс-Вест, а також співачок Кері Гілсон і Аліши Кіз. Сам серіал «Вікторія-переможниця» став референсом для ключових візуальних елементів, які дизайнер використав у просуванні мультфільму з метою отримати фінансування.
За початковим задумом Тодеско, звуки магії близнюків мали нагадувати гру на гітарі на противагу силі співу принцес. Роботу над дизайном Праксини та Мефісто Бертран Тодеско розпочав у 2011 році на Гелловін. Після низки спроб було затверджено фінальний дизайн Праксини з брошкою у вигляді метелика. Образ Мефісто схвалили пізніше. За рішенням Жан-Луї Вандестока, хлопець мав символ змії та напівприкрите обличчя, однак від останньої ідеї відмовилися.
Дизайн кристалічних чарівних кіл та їхня анімація спочатку створювалися у форматі 2D на основі довідкових зображень. Кожен персонаж отримав особисті колір і символ магії. Згодом формат змінили на CGI. У процесі створення анімації магічних кіл були використані програми Toon Boom Harmony, Adobe After Effects, а також Blender.
Коли сценарій першого сезону було майже завершено, продюсери попросили додати двох нових принцес, щоб кількість учасниць гурту збільшилася до п'яти. Проте, на думку розробників, серіал і так мав забагато героїв. Так було започатковано створення Ліни та Карисси — персонажів, які не є частиною головної команди, однак завжди готові прийти на допомогу, коли потрібно. У перетвореннях обох дівчат як референсі використано трансформації Сейлор Уран і Сейлор Нептун. За задумом художників, одна з нових принцес мала бути монголоїдної раси, чим відрізнялася б від інших героїнь. Дизайнери створили два варіанти, в одному з яких азійкою стала Карисса, а в іншому — Ліна. Після численних спроб художники вирішили, що азійський тип зовнішності матиме саме Ліна. Також був сумнів щодо того, що Кариссу можуть сплутати з Ауріаною, яка вже є рудою, проте врешті-решт дівчина отримала традиційний ірландський рудий колір волосся.

## Тематика та складання сценарію
Головна сценаристка ЛоліРок Мадлен Пакссон, яка працювала над такими дитячими шоу, як «Страховиська» (англ. Making Fiends), «Могутні Рейнджери R. P. M.» (англ. Power Rangers RPM), а також фільмом жахів «Кривавий Удар» (англ. Blood Punch), зазначила тематику мультсеріалу:
- дружба та кохання;
- магія;
- спів і музика;
- протистояння між добром і злом.

За словами Пакссон, найскладнішою частиною написання сценарію до епізоду є початок і поєднання провідних мотивів мультфільму з історією людини, що потребує допомоги. Сценаристка розповіла, що її улюбленими сценами з серіалу є ті, де дівчата проводять час разом і живуть звичайним підлітковим життям, оскільки з'являється нагода для створення комічної ситуації.
У висновку Пакссон описала шоу як таке, що має щось особливе для кожного, в основному орієнтоване на дівчат, проте з непоганими елементами бойовика.
У пресрелізі студією Zodiak Kids зазначено, що мультсеріал має «героїв, що є бажаними зразками поведінки для покоління дітей, які сприймають справедливість як особливу цінність».
Жан-Луї Вандесток обрав ідею рок-гурту, оскільки в інших шоу, що належали продюсерові, герої зазвичай ходили до школи, а потім рятували світ. Частина з навчанням була замінена на репетиції до концертів і тренування принцес. У FAQ розробниками прокоментовано, що Ірис усе ще відвідує навчальний заклад, а також те, що не всі епізоди розповідають про події літніх канікул.
В офіційному блозі мультсеріалу в Tumblr зазначено, що на остаточні сюжет і вигляд шоу вплинув не лише сценарій, але й сторібординг. Спочатку розробники складали сценарій, а потім записували попереднє чи фінальне озвучення, зважаючи на те, що перезапис після розкадрування був би дорожчим. Тоді переходили до роботи над сторібордингом. Деякі художники-сторібордери додавали та змінювали певні моменти за власним розсудом. До таких сцен увійшли поцілунок в епізоді «Шаніла» (фр. Shanila; англ. Shanila Surprise) і перетворення Ірис на темну принцесу. На етапі розкадрування виправлялися помилки в сюжеті та перевірялася послідовність подій.

## Музика та озвучення
Композитором і продюсером музичного оформлення став Норбер Жильбер, який склав приблизно 600 треків для 52 епізодів. Кожний сезон мав по 5 повторюваних пісень (з урахуванням опенінгу). У зв'язку з обмеженістю виробничих ресурсів команда повідомила, що співатиме лише Ірис. Після створення англійських версій пісень у виконанні Ясмін Ша розпочалася робота над оформленням музичних відео. Зрозумівши, що для інших дівчат не співати виявилося б неприродно, команда вирішила розробити мікрофон для Ірис і надати Талії й Ауріані можливість підспівувати. Ідея із записом співу всіх дівчат була відхилена через обмеженість бюджету. Вокальну частину французької версії пісень виконала Кассандра Берже. Оскільки діалоги були розроблені пізніше, актори озвучення співали тільки на таких фрагментах, як репетиції.
Спершу епізоди були написані й озвучені англійською, а вже потім адаптовані французькою. Англійські голоси для першого сезону записані у Vida Spark Productions у Ванкувері, а французькі — у Lylo Studios у Парижі.

## Маркетинг і просування
У квітні 2013 року Zodiak Media анонсувала ЛоліРок на MIPTV (фр. Marché International des Programmes de Télévision, досл.: ‘Міжнародний Ринок Телевізійних Програм’) у Каннах. У ранніх рекламних акціях була врахована ідея з магічним співом принцес.
Цільовою аудиторією мультсеріалу стали дівчата віком від 6 до 12 років. Команда розробників розпочала співпрацю з France Télévisions і Disney Channel France.

ЛоліРок — це свіжий, актуальний погляд на те, що сьогодні означає бути дівчинкою, пронизаний музикою й чарівними пригодами та надзвичайно важливим розумінням справедливості в сучасному підлітковому світі. Це прекрасне доповнення до «Тоталі Спайс!», що був таким успішним у тій самій сфері.
Оригінальний текст (англ.)
LoliRock is a fresh, contemporary take on what it is to be a girl today, infused with music and magical adventures and the all-important notion of justice in today's teenage world. It's a perfect companion piece to Totally Spies!, which has been so successful in this same space.
— Генеральний директор Marathon Media Вінсент Шалвон-Демерсе та генеральний менеджер Давид Мішель.Zodiak to Launch 'LoliRock' at MIPTV.
Порівнюючи рівень просування шоу з «Тоталі Спайс!», старша віце-президентка Zodiak Патрисія де Вайлд повідомила, що командою з'ясовано чіткі передумови для нового мультсеріалу.
П'ять пісень опублікували на YouTube як музичні відеокліпи. Також планувалося створення живих виступів ЛоліРок, таких як конкурс Super TV, який проводився в прямому ефірі й у великих містах Італії. Розробниками було запущено веб-сайт з відео, іграми та дошками оголошень. У закладах швидкого харчування Quick і McDonald's пропонувалися рекламні іграшки. Також було розроблено застосунок для музики, яка, за словами Патрисії де Вайлд, є чимось середнім між K-Pop і Кеті Перрі.

## Трансляція
Прем'єра мультфільму відбулася 18 жовтня 2014 року на каналі France 3. Показ тривав до березня 2015 року. За цей час вийшло 13 епізодів першого сезону. 26 січня 2016 року Zodiak Kids опублікував статтю, у якій було офіційно повідомлено, що BatteryPOP придбала права на AVOD для ЛоліРок на один рік.
1 квітня 2016 року France Télévisions оголошено випуск серій на France 4 і Disney France. Також Zodiak повідомив, що Італія запустить шоу на каналі Super!. Початок трансляції на France 4 відбувся 4 квітня 2016 року. 1 травня 2016 року перший сезон мультсеріалу вийшов на потоковому сервісі Netflix у США, Канаді, Австралії та Сполученому Королівстві Великої Британії та Північної Ірландії.
Передвипуск перших 4 епізодів другого сезону відбувся на YouTube у грудні 2016 року. 5 січня 2017 року англійський дубляж сезону було випущено на Netflix. У лютому 2017 року другий сезон транслювався на каналі France 4 по 2 серії по буднях

## Критика
Елла Андерс з BSC Kids написала, що «ЛоліРок» — типовий мультсеріал про дівчину-чарівницю, який навіть посилається на культові шоу цього жанру, але грандіозний сам по собі, тому його варто розглядати як чудовий мультфільм про чарівну дівчинку.

У мультсеріалі так багато складних ступенів, які роблять його дотепним і цілком добірним. Різноманітний склад персонажів, які поступово розвиваються, гарно сплетені сюжетні лінії, сердечність і гумор у кожному епізоді — цього вдосталь у ЛоліРок. Наскільки я пам'ятаю, востаннє я бачила настільки чудові лор і міфологію, напевно, у «My Little Pony: Дружба — це диво».
Оригінальний текст (англ.)
There are so many intricate levels to this series that makes it smart and purely excellent. Diverse cast of characters that develop over time, well woven plots, heart and humor packed in every episode- there is a lot to Lolirock. The last time I recall seeing such great lore and mythology is probably Friendship is Magic.
— Елла Андерс.Lolirock Arrives at Long Last to US.
Гізер Ньюман у журналі «Forbes» описала мультсеріал як «французький анімаційний серіал про надзвичайно худу, стильну дівчинку-чарівницю, яка співає».
Емілі Ешбі з Common Sense Media назвала мультфільм «веселим» і «розважальним», проте стверджувала, що подвійна сюжетна лінія здається «трохи незграбною й інколи вимушеною» та лише для просування музики шоу. У висновку Ешбі зазначила, що серіал «здобув би певних шанувальників серед дітей».

## Пісні
| Назва                  | Назва                    | Тривалість |
| Французька             | Англійська               | Тривалість |
| ---------------------- | ------------------------ | ---------- |
| Pop Révolution         | Revolution               | 3:06       |
| Rêve Idéal             | Higher                   | 2:58       |
| Une Vie Magique        | We Are Magic             | 3:08       |
| BFF Amies Pour la Vie  | BFF Best Friends Forever | 3:01       |
| Planète Pop            | Celebrate                | 3:16       |
| C'est bien Parti       | Party Talking            | 2:47       |
| Star Generation        | New Star Generation      | 3:13       |
| Jamais Lâcher          | Never Give Up            | 3:13       |
| Danse le LoliStep      | LoliStep                 | 3:05       |
| LoliRock Attitude      | Reach the Stars          | 2:55       |
| Chanson d'adieu d'Iris | Iris’ Goodbye Song       | 1:14       |

## Супутні продукція та медіа
У 2013 році Zodiak уклав угоду з видавничою компанією Hachette Jeunesse щодо створення графічних новел, дитячих книжок з інтерактивними завданнями, канцтоварів, а також електронних книг.
У 2014 році компанією Bulkypix для IOS і Android випущено відеогру LoliRock, у якій гравці могли співати пісні з шоу, записувати власні виступи, налаштовувати студію звукозапису й обирати костюми для дівчат.

## Використані джерела
1. ↑  Inspidea's crew LoliRock Fanart (Round 1). Team LoliRock (англійською) . 24 серпня 2015 — через Tumblr. As we just finished the production of season 1, we’d like to share some fanarts from the “lolirock malaysian team” at Inspidea, our animation studio in Asia. Without them, LoliRock wouldn’t exist. So thanks a lot everyone ! Thanks for your work, and enduring the hardship of this production.
2. 1 2  Team LoliRock (26 листопада 2015). LoliRock Season 1 – Full french cast. Tumblr (англійською) . Процитовано 11 травня 2023.
3. 1 2  Team LoliRock (26 листопада 2015). LoliRock Season 1 – Full english voice cast. Tumblr (англійською) . Процитовано 11 травня 2023.
4. ↑  Ґолдман Ґетцлер, Венді (25 березня 2013). Marathon to bring music to girls' ears with Lolirock. Kidscreen (англійською) . Процитовано 29 травня 2023.
5. 1 2 3 4 5  Дженкінс, Боб (1 жовтня 2013). Lolirock Gets Ready to Rock. UBM (англійською) . Архів оригіналу за 29 квітня 2023. Процитовано 29 травня 2023.
6. ↑  Team LoliRock. Voix Françaises (1/2). Tumblr (французькою) . Процитовано 26 травня 2023.
7. ↑  Team LoliRock. Voix Françaises  (2/2). Tumblr (французькою) . Процитовано 26 травня 2023.
8. ↑  Team LoliRock. English Cast (1/2). Tumblr (англійською) . Процитовано 26 травня 2023.
9. ↑  Team LoliRock. English Cast (2/2). Tumblr (англійською) . Процитовано 26 травня 2023.
10. 1 2 3  Team LoliRock (29 квітня 2016). LoliRock Research & Development : The Crystal Magic. Tumblr (англійською) . Процитовано 4 травня 2023.
11. 1 2  Team LoliRock (29 квітня 2016). Now that we are talking about magic circles I need... Tumblr (англійською) . Процитовано 4 травня 2023.
12. ↑  Тодеско, Бертран (4 вересня 2015). Back to 2011! The creation of LoliRock – Part 1: Iris Genesis. Tumblr (англійською) . Процитовано 18 травня 2023.
13. 1 2 3  Тодеско, Бертран (7 вересня 2015). Back to 2011! The creation of LoliRock – Part 3: Finalizing main characters. Tumblr (англійською) . Процитовано 18 травня 2023.
14. ↑  Тодеско, Бертран (5 вересня 2015). Back to 2011! The creation of LoliRock – Part 2: Talia and Aurora. Tumblr (англійською) . Процитовано 20 травня 2023.
15. ↑  LoliRock – Magical Girls à la française. Tu auras les yeux carrés (французькою) . 15 жовтня 2014.
16. ↑  Team LoliRock (29 квітня 2016). Hello, I have two questions, 1 is black crystal... Tumblr (англійською) . Процитовано 9 травня 2023. Now, the Battle Arena. It's a pocket dimension that Amaru is able to summon at will, bringing with him the people nearby. How does he do it ? It's very mysterious. The main purpose for the Arena is to allow the princesses to fight with their full power without worrying of consequences : there are no civilians (usually) nor anything valuable (buildings, vehicules, etc) in the Arena.
17. 1 2 3  Тодеско, Бертран (29 квітня 2016). Back to 2011! The Creation of LoliRock - Part 1: Iris Genesis. Tumblr (англійською) . Процитовано 9 травня 2023.
18. 1 2  Team LoliRock (31 жовтня 2015). LoliRock characters 7: Gramorr and Banes. Tumblr (англійською) . Процитовано 9 травня 2023.
19. 1 2  Team LoliRock (2 червня 2016). If black magic harms both the caster and the... Tumblr (англійською) . Процитовано 9 травня 2023. Praxina prefers demonstrations of raw power, like big explosion spells and huge monster summoning. And she's good at that. Mephisto prefers more elaborate spells and tricks (he likes to brag how he's a genius, remember ?), like trying to put all princesses to sleep, or removing Iris' memory, things like that.  He however is as capable as her to summon monsters and freeze people in black crystal. And she is also capable of being more subtle when needed. That's why they make a pretty good team.
20. 1 2 3 4  Тодеско, Бертран (1 лютого 2016). Back to 2011! The creation of LoliRock – Part 5: Villains!. Tumblr (англійською) . Процитовано 21 травня 2023.
21. 1 2  Тодеско, Бертран (4 лютого 2016). Back to 2011! The creation of LoliRock – Part 6: Finding Mephisto and Praxina. Tumblr (англійською) . Процитовано 21 травня 2023.
22. ↑  Team LoliRock (30 березня 2016). Lyna & Carissa's Resistance Cloak and Magical... Tumblr (англійською) .
23. 1 2 3  Team LoliRock (27 квітня 2016). Magic Circles part 3 – The Resistance Team Here... Tumblr (англійською) . Процитовано 4 травня 2023.
24. 1 2 3  Тодеско, Бертран; Team LoliRock (15 липня 2015). Lina & Carissa's Developpment. Tumblr (англійською) . Процитовано 24 травня 2023.
25. ↑  Team LoliRock (20 жовтня 2016). happykuri: Aaaand here's Carissa!! I love this... Tumblr (англійською) . Процитовано 24 травня 2023.
26. ↑  Sorry if you've been asked this before, but was... Tumblr (амер.). 30 травня 2016. Процитовано 16 травня 2023. You might find it surprising, but no. Missy was not based on Mandy. However, we fully admit she looks a lot like Mandy, and knew a lot of people would notice that too.... We needed a love rival / pest for Iris, and most of the time, when your heroïne is blonde, you get a brunette as a rival… And vice versa. ... It's just a "classic trope" here.
27. ↑  Team LoliRock (12 квітня 2016). Talia's Realm (From S01E06 "Xeris") Backgrounds... Tumblr (англійською) . Процитовано 17 травня 2023.
28. ↑  Team LoliRock (26 травня 2016). S01.E06 – Xeris (англійською) . Процитовано 17 травня 2023.
29. ↑  Team LoliRock (26 травня 2016). Lev – Character model sheet A mysterious Ephedian... Tumblr (амер.). Процитовано 17 травня 2023.
30. ↑  Вандесток, Жан-Луї; Team LoliRock (15 липня 2015). Back to the roots. Tumblr (англійською та французькою) . Процитовано 4 травня 2023.
31. ↑  Тодеско, Бертран; Team LoliRock (15 липня 2015). Back to 2011! The creation of LoliRock - part 3: Finalizing Main Characters. Tumblr (англійською) . Процитовано 4 травня 2023.
32. ↑  Тодеско, Бертран; Team LoliRock (15 липня 2015). Back to 2011! The Creation of LoliRock - Part 6: Finding  Mephisto and Praxina. Tumblr (англійською) . Процитовано 4 травня 2023.
33. ↑  Team LoliRock (11 травня 2016). LoliRock Research & Development : The Crystal Magic. Tumblr (англійською) . Процитовано 9 травня 2023.
34. ↑  Team LoliRock (14 липня 2016). Hello! I started watching Lolirock on Netfilx with our daughter. We really enjoy it:) I was wondering what program is used to animate Lolirock?. Tumblr (англійською) . Процитовано 9 травня 2023. LoliRock is animated with Toonboom Harmony. The compositing is done with Adobe After Effect. And the CGI parts (vehicules, crystals, and some props) is created with Blender.
35. ↑  LoliRock (9 липня 2015). Interview with Writer Madellaine Paxson – Behind the Scenes – LoliRock (англійською) . YouTube. Процитовано 10 травня 2023.
36. 1 2  Zodiak Media (27 березня 2015). FRANCE: McDonalds signs up as promotional partner for Zodiak Kids' Lolirock (Пресреліз) (англійською) . Процитовано 9 травня 2023.
37. ↑  Team LoliRock (2 січня 2017). From where will come the idea of this band??. Tumblr (англійською) . Процитовано 10 травня 2023.
38. ↑  Team LoliRock. F.A.Q. Tumblr (англійською) . Процитовано 10 травня 2023.
39. ↑  Team LoliRock (20 травня 2016). Hi! I hope you had a good day :D I was wondering,... Tumblr (англійською) . Процитовано 10 травня 2023.
40. ↑  Team LoliRock – Lolirock Score Show Reel (by Yellowshark) And... Tumblr (англійською) . 18 квітня 2016. Процитовано 11 травня 2023.
41. ↑  Team LoliRock (16 листопада 2015). Team LoliRock – LoliRockers FanQuestions : Songs and Lyrics. Tumblr (англійською) . Процитовано 11 травня.
42. ↑  Team LoliRock – whoiam989: It's official. LoliRock is written and... (англійською) . tumblr.com. 193. Процитовано 11 травня 2023.
43. 1 2  Девіс, Ніколь (1 травня  2013). MIPTV: Kids Rule in Cannes. License! Global (англійською) . UBM. Архів оригіналу за 18 жовтня 2017. Процитовано 12 травня 2023.
44. ↑  Kids Catalogue (англійською) . issuu.com. Процитовано 12 травня 2023.
45. ↑  Zodiak to Launch 'LoliRock' at MIPTV. Animation Magazine (англійською) . 25 березня 2013. Процитовано 12 травня 2023.
46. ↑  MagicLoliRock (12 квітня 2016). Super TV! Holds a LoliRock Contest!. Blogspot (англійською) . Архів оригіналу за 18 жовтня 2017. Процитовано 12 травня 2023.
47. ↑  Canta con le LoliRock: Più Su! – Super! TV. supertv.it (італійською) . Процитовано 12 травня 2023.
48. ↑  'LoliRock' Arrives in Happy Meals. License! Global (англійською) . UBM. 30 березня 2015. Архів оригіналу за 18 жовтня 2017. Процитовано 12 травня 2023.
49. ↑  France 5 : emissions, programme tv, infos et jeux (PDF). france5.fr (французькою) . Процитовано 13 травня 2023.
50. ↑  LoliRock – Coup de foudre – Episode 7 – Samedi 7 Mars 07h27. France 3 (французькою) . Архів оригіналу за 20 червня 2016. Процитовано 13 травня 2023.
51. ↑  BatteryPOP picks up AVOD rights to LoliRock and Get Blake!. Zodiak Kids (англійською) .
52. ↑  BatteryPop unwraps LoliRock (англійською) . c21media.net. Процитовано 13 травня 2023.
53. ↑  'LoliRock' Attunes to France and Italy (англійською) . animationmagazine.net. 1 квітня 2016. Процитовано 13 травня 2023.
54. ↑  LoliRock – L'audition – Saison 1 – Episode 1 – Lundi 4 Avril 13h35. france4.fr (французькою) . Архів оригіналу за 20 червня 2016. Процитовано 13 травня 2023.
55. ↑  Everything coming to Netflix, Amazon Prime, and HBO Now in May. The Verge. 29 квітня 2016. Процитовано 13 травня 2023.
56. ↑  Team LoliRock (1 травня 2016). Team LoliRock – Today's the day. :). Tumblr (англійською) . Процитовано 13 травня 2023.
57. ↑  Omg season 2, the first episode, it was so... (англійською) . tumblr.com. Процитовано 13 травня 2023.
58. ↑  So, Season 2 on Netflix... (англійською) . tumblr.com. 272. Процитовано 13 травня 2023.
59. ↑  LoliRock - Loli rouse - Saison 2. www.france4.fr (французькою) . Архів оригіналу за 3 березня 2017. Процитовано 3 березня 2017.
60. ↑  LoliRock - Un message troublant - Saison 2. www.france4.fr (французькою) . Архів оригіналу за 3 березня 2017. Процитовано 3 березня 2017.
61. ↑  LoliRock - L'heure de gloire - Saison 2 - Episode 25. www.france4.fr (французькою) . Архів оригіналу за 3 березня 2017. Процитовано 3 березня 2017.
62. ↑  LoliRock - L'heure de gloire - Episode 26. www.france4.fr (французькою) . Архів оригіналу за 3 березня 2017. Процитовано 3 березня 2017.
63. ↑  Андерс, Елла (27 квітня 2016). Lolirock Arrives at Long Last to US (англійською) . BSC Kids. Процитовано 14 травня 2023.
64. ↑  Ньюман, Гізер (29 квітня 2016). New on Netflix: 'Sherlock' Doc, 'Grace And Frankie,' 'Sixteen Candles'. Forbes (англійською) . Процитовано 14 травня 2023.
65. ↑  Ешбі, Емілі (2 жовтня 2020). LoliRock Review. Common Sense Media (англійською) . Архів оригіналу за 17 травня 2021. Процитовано 14 травня 2023.
66. ↑  Zodiak Kids and Hachette Jeunesse sign LOLIROCK Publishing deal. Zodiak Media (Пресреліз) (англійською) . 15 жовтня 2013. Архів оригіналу за 8 березня 2016. Процитовано 15 травня 2023.
67. ↑  AndrewH. LoliRock arrives onto Android so you can sing along to their songs (англійською) . droidgamers.com. Архів оригіналу за 18 жовтня 2016. Процитовано 15 травня 2023.